# Rublje
Rublje je naziv za bilo koji pokriv za ljudsko tijelo. Nošenje rublja je isključiva ljudska osobina, i dio je skoro svih ljudskih društava. Količina i vrsta rublja koje jedna osoba nosi zavisi o radu koja ta osoba obnaša, klimatskim uvjetima u kojima osoba živi, kulturi i spolu. U nekim situacijama, najmanja prihvatljiva količina odjevnih predmeta (kao na primjer prekrvanje spolnih organa) je prihvatljivo, dok u nekim kulturama potrebno je nositi mnogo više odjevnih predmeta.